# Nissaga de poder
Nissaga de poder es una telenovela española en catalán emitida por TV3 desde el 28 de enero de 1996 hasta el 3 de mayo de 1998. La novela es original de Josep María Benet i Jornet y adaptada por Lluís Arcarazo.

## Argumento
Eulàlia y Mateu Montsolís son dos hermanos propietarios de unas cavas situadas en la comarca del Panadés, las Cavas Montsolís. Son miembros de una rica y respetada familia. 
El argumento gira en torno a un incesto entre Eulàlia y Mateu, del cual nació un hijo, Eduard. Pero los Montsolís no pueden permitir que este hecho del pasado salga a la luz, este escándalo ocasionaría un daño irreversible, de modo que tendrán de guardar el secreto. Hacen creer que Eduard es un hijo bastardo de una relación esporádica entre Mateu Montsolís, y una de sus múltiples amantes, Àngels Estivill. Eduard fue criado por unos trabajadores de la familia, Tomàs y Assumpció. 
Los engaños, los asesinatos, las apuestas, la envidia... y las relaciones más turbias entre los miembros de una poderosa familia en medio de una atmósfera asfixiante son el hilo argumental de la serie. Nissaga de poder fue una de las series más populares de TV3.

## Reparto
- Emma Vilarasau ... Eulàlia Montsolís
- Jordi Dauder ... Mateu Montsolís
- Eduard Farelo ... Eduard Montsolís
- Montserrat Salvador ... Mercè Aymerich
- Jordi Bosch ... Raimon Montsolís
- Muntsa Alcañiz ... Sílvia Ribalta
- Nina ... Pilar Solano
- Mónica López ... Abril Montsolís
- Olalla Moreno ... Laia Montsolís
- David Selvas ... Fèlix Montsolís
- Marta Padovan ... Assumpció Romaguera
- Jordi Banacolocha ... Tomàs Gómez
- David Bagès ... Amadeu Cabanilles
- Enric Majó ... Maurici Castro
- Mercedes Sampietro ... Montserrat Capdevila
- Víctor Pi ... Mossèn David Sollerich
- Mercè Comes ... Agustina Molins
- Lluís Marco ... Dr. Joan Vidal-Garriga
- Àlex Casanovas ... Enric Cabanes
- Biel Durán ... Toni Castro
- Mercè Lleixà ... Lluïssa Solano
- Rosa Novell ... Sofia Palau
- Núria Prims ... Mariona Montsolís
- Eva Santolaria ... Elisenda Castro
- Montse Mostaza ... Laura Vilalta
- Pep Anton Muñoz ... Gerard Vilalta
- Alfred Lucchetti ... Sebastià Vilalta
- Teresa Cunillé ... Glòria Bruguera
- Mingo Ràfols ... Roger Cànoves
- Cristina Dilla ... Neus Gracia
- Boris Ruiz ... Màrius Bertran
- Rosa Renom ... Helena Savall
- Mònica Lucchetti ... Clara Bellmunt / Isabel Pomes
- Lluís Posada ... Josep / Raimón Tarrades
- Alicia González Laá ... Inés
- Martí Milla ... Xavier
- Pep Tosar ... Jordi
- Artur Trias ... Artur Ríus
- Ignasi Abadal ... Domènec Tubau
- Carles Arquimbau ... Josep María Clariana "Xato"
- Roser Batalla ... Sargent Mayte Aguirre
- Anna Briansó ... Judit Fontseré
- Sergio Caballero ... Damià Muntada
- Ester Formosa ... Pietat Martorell
- Carmen Fortuny ... Antònia Martorell
- Josep Linuesa ... Marçal Castro
- Mercè Montalà ... Lídia Turó
- Mónica Randall ... Aurora Jané
- Bea Segura
- Ernest Serrahima ... Miquel Capdevila
- Miquel Sitjar ... Gabriel Montsolís
- Marcel Tomàs
- Pep Torrents ... Dr. Isidre Mercader - Foraster
- Pere Ventura ... Oriol Llongueras
- Arnau Vilardebó ... Quim Balaguer
- Eulàlia Ramón ... Angels Estivill
- Jordi Martínez ... Cisco Dalmasses
- Marta Carbonell ... Cándida

## Secuela
La serie concluyó con la muerte de Eulàlia y Mateu Montsolís. Un año después del desenlace de Nissaga de poder, el 12 de mayo de 1999, TV3 estrenó la secuela Nissaga: L'herència como serie semanal. La acción transcurre 16 años después del final de la primera serie. Los personajes ya conocidos son mayores y una de las tramas principales es la siguiente generación de los Montsolís. Sin embargo, la serie no tuvo la misma aceptación que su predecesora y finalmente terminó su andadura el 19 de enero de 2000 con solo 26 capítulos, aunque dando el final esperado.